# Květa Válová
Květa Válová (13. prosince 1922, Kladno – 6. září 1998, Kladno) byla česká malířka.

## Život
V letech 1945 – 1951 studovala na vysoké škole uměleckoprůmyslové v Praze u prof. Emila Filly. Od roku 1957 byla spolu se sestrou Jitkou členkou skupiny Trasa. Poprvé obě vystavovaly v roce 1958 v Domě osvěty v Kladně. První větší samostatnou přehlídku měly v roce 1966 v Galerii Václava Špály v Praze. Celkem se představily na několika desítkách samostatných výstav. Mezi ty nejvýznamnější patří společná prezentace v Galerii výtvarného umění v Chebu, v Karlových Varech a v Roudnici nad Labem v roce 1983, dále retrospektivní výstava ve Středočeské galerii v Praze, ve Státní galerii ve Zlíně a v Západočeské galerii v Plzni v roce 1993. V roce 2000 to byla velká souborná výstava ve Veletržním paláci v Praze.
Od roku 1957 se Květa účastnila více než stovky kolektivních výstav doma i v zahraničí. K těm nejdůležitějším patřily výstavy skupiny Trasa v letech 1957 až 1969 a 1991, 1994, 1994 a Nová figurace v letech 1969, 1970, 1991 až 1994.
Její tvorba se nesla po celou dobu ve znamení figury člověka, kterého chápala jako „kus zvrásněné lávy, v jejímž tvaru je napětí, žár, eruptivnost živlů, utajených v hlubinách neklidné země“. V 60. letech se věnovala také strukturální malbě, ale záhy do těchto děl včlenila nejen jednotlivé postavy, ale i celé zástupy. Svým dílem je řazena k výtvarnému proudu nové figurace.
Ateliér

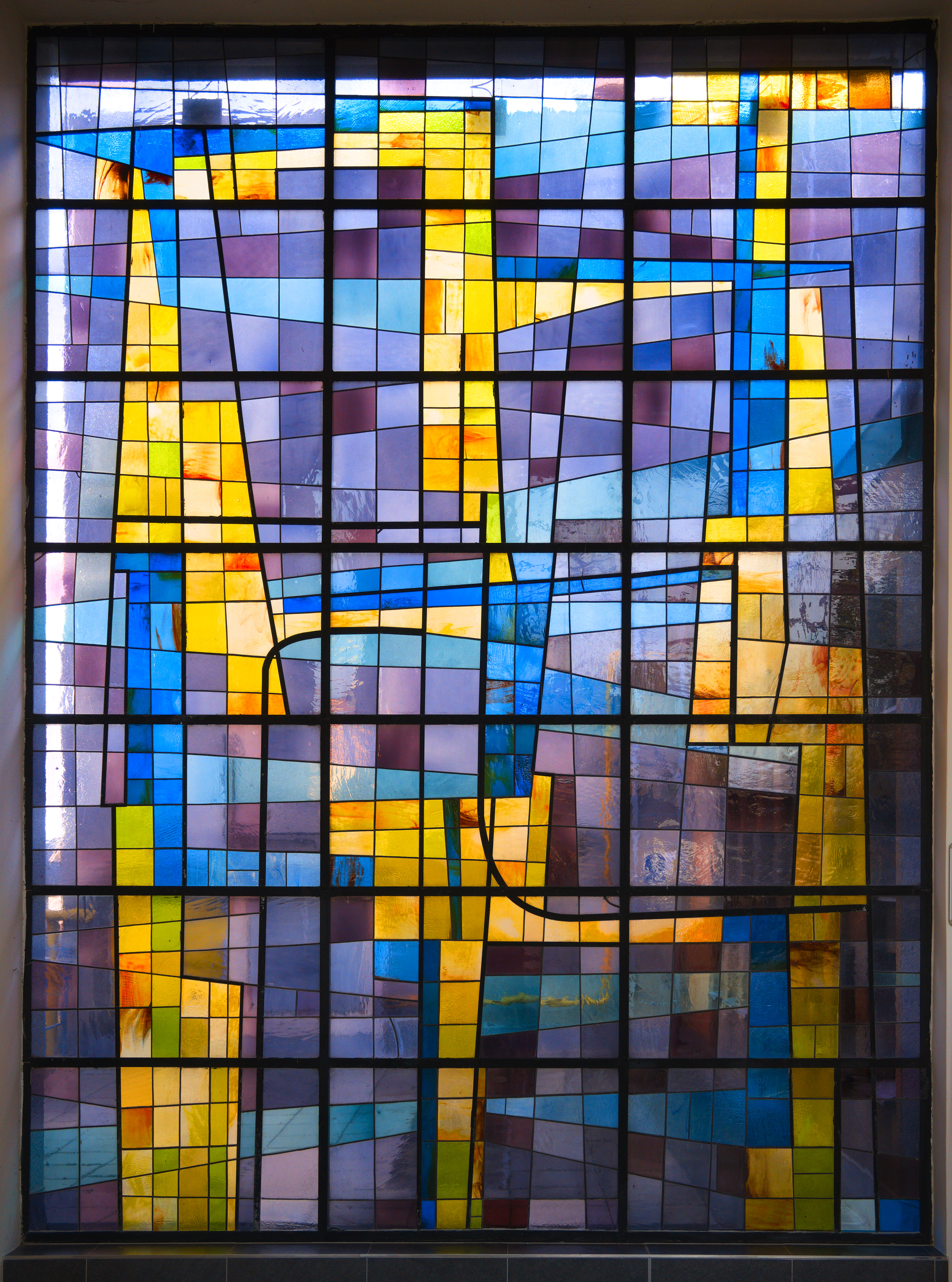
Vitráž od seter Válových na ÚCHP AV ČR (1964)

Rodina Válova bydlela na Kladně, nejdříve v budově kladenské spořitelny, kde pracoval jejich otec, absolvent obchodní akademie, v roce 1938 se společně přestěhovali do domu čp. 1662 v Bendlově ulici (u bývalého okresního úřadu), s malou zahradou a později i s ateliérem. V roce 2018 zde byla umístěná pamětní deska s textem „V TOMTO DOMĚ V LETECH 1938 AŽ 2011 ŽILY A TVOŘILY JITKA A KVĚTA VÁLOVY. NARODILY SE 13.12.1922 V KLADNĚ. KVĚTA ZEMŘELA 6.9.1998 A JITKA 27.3.2011. VÝJIMEČNÉ A OSOBITÉ MALÍŘKY, ŽÁKYNĚ EMILA FILLY, PŘEDSTAVITELKY VÝTVARNÉ SKUPINY TRASA, JSOU VÝZNAMNÝMI OSOBNOSTMI NEJEN ČESKÉHO VÝTVARNÉHO UMĚNÍ“. Jejich ateliér byl zpřístupněn veřejnosti.

## Ceny
- 1994 – Cena J. G. Herdera, Vídeň (se sestrou Jitkou)
- 2003 – Cena Ministerstva kultury České republiky (se sestrou Jitkou)
- 14.9.2004 – Cena města Kladna (taktéž sestra Jitka)[3]